# Sommer-Paralympics 2016/Teilnehmer (Chile)
| stlisierte Goldmedaille | stlisierte Silbermedaille | stlisierte Bronzemedaille |
| ----------------------- | ------------------------- | ------------------------- |
| —                       | —                         | —                         |

Chile ließ 15 Sportler an den Paralympischen Sommerspielen 2016 in Rio de Janeiro teilnehmen. Dies war bereits die siebte Teilnahme des Landes. Fahnenträger der chilenischen Mannschaft war der Powerlifter Juan Carlos Garrido.

## Teilnehmer nach Sportarten

### Leichtathletik
| Athleten            | Wettbewerb    | Vorlauf/Vorkampf | Vorlauf/Vorkampf | Halbfinale    | Halbfinale    | Finale        | Finale        | Rang          |
| Athleten            | Wettbewerb    | Zeit/Weite       | Rang             | Zeit/Weite    | Rang          | Zeit/Weite    | Rang          | Rang          |
| ------------------- | ------------- | ---------------- | ---------------- | ------------- | ------------- | ------------- | ------------- | ------------- |
| Frauen              |               |                  |                  |               |               |               |               |               |
| Amanda Cerna        | 200 m T45-47  | 28,17 s          | 5                | –             | –             | 28,19 s       | 8             | 8             |
| Amanda Cerna        | 400 m T45-47  | 1:02,03 min      | 3                | –             | –             | 1:01,48 min   | 4             | 4             |
| Margarita Faúndez   | 1500 m T12-13 | 5:01,93 min      | 3                | ausgeschieden | ausgeschieden | ausgeschieden | ausgeschieden | ausgeschieden |
| Paula Guzmán        | 1500 m T11    | 5:37, 26 min     | 6                | ausgeschieden | ausgeschieden | ausgeschieden | ausgeschieden | ausgeschieden |
| Männer              |               |                  |                  |               |               |               |               |               |
| Cristián Valenzuela | 1500 m T11    | DSQ              | DSQ              | ausgeschieden | ausgeschieden | ausgeschieden | ausgeschieden | ausgeschieden |
| Cristián Valenzuela | 5000 m T11    | DNS              | DNS              | DNS           | DNS           | DNS           | DNS           | DNS           |

### Parakanu
| Athleten              | Wettbewerb       | Vorlauf/Vorkampf | Vorlauf/Vorkampf | Halbfinale | Halbfinale | Finale       | Finale | Rang |
| Athleten              | Wettbewerb       | Zeit             | Rang             | Zeit       | Rang       | Zeit         | Rang   | Rang |
| --------------------- | ---------------- | ---------------- | ---------------- | ---------- | ---------- | ------------ | ------ | ---- |
| Männer                |                  |                  |                  |            |            |              |        |      |
| Katherinne Wollermann | 200 m Sprint KL1 | 1:01,740 min     | 2                | Freilos    | Freilos    | 1:00,744 min | 4      | 4    |

### Powerlifting (Bankdrücken)
| Athleten              | Wettbewerb       | Ergebnis | Rang |
| --------------------- | ---------------- | -------- | ---- |
| Frauen                |                  |          |      |
| María Antonieta Ortíz | Klasse bis 67 kg | 98 kg    | 4    |
| Männer                |                  |          |      |
| Jorge Carinao         | Klasse bis 54 kg | 150 kg   | 6    |
| Juan Carlos Garrido   | Klasse bis 59 kg | NVL      | NVL  |

### Schwimmen
| Athleten        | Wettbewerb       | Vorlauf     | Vorlauf | Finale        | Finale        | Rang |
| Athleten        | Wettbewerb       | Zeit        | Rang    | Zeit          | Rang          | Rang |
| --------------- | ---------------- | ----------- | ------- | ------------- | ------------- | ---- |
| Frauen          |                  |             |         |               |               |      |
| Valentina Muñoz | 100 m Rücken S8  | 1:25,12 min | 5       | ausgeschieden | ausgeschieden | 12   |
| Männer          |                  |             |         |               |               |      |
| Alberto Abarza  | 50 m Freistil S3 | 58,17 s     | 5       | ausgeschieden | ausgeschieden | 9    |
| Alberto Abarza  | 50 m Rücken S3   | 56,73 s     | 4       | 57,93 s       | 8             | 8    |

### Rollstuhltennis
| Athleten                               | Wettbewerb | 1. Runde               | 1. Runde | 2. Runde      | 2. Runde      | Achtelfinale  | Achtelfinale  | Viertelfinale | Viertelfinale | Halbfinale    | Halbfinale    | Finale        | Finale        | Rang |
| Athleten                               | Wettbewerb | Gegner                 | Ergebnis | Gegner        | Ergebnis      | Gegner        | Ergebnis      | Gegner        | Ergebnis      | Gegner        | Ergebnis      | Gegner        | Ergebnis      | Rang |
| -------------------------------------- | ---------- | ---------------------- | -------- | ------------- | ------------- | ------------- | ------------- | ------------- | ------------- | ------------- | ------------- | ------------- | ------------- | ---- |
| Frauen                                 |            |                        |          |               |               |               |               |               |               |               |               |               |               |      |
| Francisca Mardones                     | Einzel     | –                      | –        | Lucy Shuker   | 2:6, 0:6      | ausgeschieden | ausgeschieden | ausgeschieden | ausgeschieden | ausgeschieden | ausgeschieden | ausgeschieden | ausgeschieden | 17   |
| Macarena Cabrillana                    | Einzel     | –                      | –        | Chia-Yi Lu    | 6:4, 6:3      | Yui Kamiji    | 1:6, 1:6      | ausgeschieden | ausgeschieden | ausgeschieden | ausgeschieden | ausgeschieden | ausgeschieden | 9    |
| Francisca Mardones Macarena Cabrillana | Doppel     | –                      | –        | –             | –             | –             | –             | Shuker/Whiley | 0:6, 0:6      | ausgeschieden | ausgeschieden | ausgeschieden | ausgeschieden | 5    |
| Männer                                 |            |                        |          |               |               |               |               |               |               |               |               |               |               |      |
| Robinson Méndez                        | Einzel     | Daniel Alves Rodrigues | 0:6, 4:6 | ausgeschieden | ausgeschieden | ausgeschieden | ausgeschieden | ausgeschieden | ausgeschieden | ausgeschieden | ausgeschieden | ausgeschieden | ausgeschieden | 33   |

### Tischtennis
| Athleten                     | Wettbewerb          | Gruppenphase    | Gruppenphase | Gruppenphase | Gruppenphase | Achtelfinale    | Achtelfinale  | Viertelfinale | Viertelfinale | Halbfinale    | Halbfinale    | Finale        | Finale        | Rang          |
| Athleten                     | Wettbewerb          | Gegner          | Ergebnis     | Punkte       | Rang         | Gegner          | Ergebnis      | Gegner        | Ergebnis      | Gegner        | Ergebnis      | Gegner        | Ergebnis      | Rang          |
| ---------------------------- | ------------------- | --------------- | ------------ | ------------ | ------------ | --------------- | ------------- | ------------- | ------------- | ------------- | ------------- | ------------- | ------------- | ------------- |
| Männer                       |                     |                 |              |              |              |                 |               |               |               |               |               |               |               |               |
| Cristian Dettoni             | Einzel (Klasse 6)   | Alvaro Valera   | 0:3          | 0:2          | 3            | ausgeschieden   | ausgeschieden | ausgeschieden | ausgeschieden | ausgeschieden | ausgeschieden | ausgeschieden | ausgeschieden | ausgeschieden |
| Cristian Dettoni             | Einzel (Klasse 6)   | Bobi Simion     | 2:3          | 0:2          | 3            | ausgeschieden   | ausgeschieden | ausgeschieden | ausgeschieden | ausgeschieden | ausgeschieden | ausgeschieden | ausgeschieden | ausgeschieden |
| Matías Pino                  | Einzel (Klasse 6)   | Hong Kyu Park   | 2:3          | 1:1          | 2            | David Wetherill | 1:3           | ausgeschieden | ausgeschieden | ausgeschieden | ausgeschieden | ausgeschieden | ausgeschieden | 9             |
| Matías Pino                  | Einzel (Klasse 6)   | Paul Karabardak | 3:2          | 1:1          | 2            | David Wetherill | 1:3           | ausgeschieden | ausgeschieden | ausgeschieden | ausgeschieden | ausgeschieden | ausgeschieden | 9             |
| Cristian Dettoni Matías Pino | Doppel (Klasse 6-8) | –               | –            | –            | –            | Slowakei        | 0:2           | ausgeschieden | ausgeschieden | ausgeschieden | ausgeschieden | ausgeschieden | ausgeschieden | 9             |